# بيير نجانكا

## روابط خارجية
- بيير نجانكا على موقع الاتحاد الدولي (مؤرشف)  (الإنجليزية)
- بيير نجانكا على موقع رابطة كرة القدم الفرنسية للمحترفين (الإنجليزية)
- بيير نجانكا على موقع إي إس بي إن إف سي (الإنجليزية)
- بيير نجانكا على موقع قاعدة بيانات كرة القدم.إي يو (الإنجليزية)
- بيير نجانكا على موقع ناشيونال فوتبول تيمز (الإنجليزية)
- بيير نجانكا على موقع Soccerbase.com (لاعب) (الإنجليزية)
- بيير نجانكا على موقع Soccerway.com (الإنجليزية)
- بيير نجانكا على موقع عالم كرة القدم.نت (الإنجليزية)
- بيير نجانكا على موقع كووورة